# Pogonomyrmex montanus
Pogonomyrmex montanus är en myrart som beskrevs av Mackay 1980. Pogonomyrmex montanus ingår i släktet Pogonomyrmex och familjen myror. Inga underarter finns listade i Catalogue of Life.

## Bildgalleri

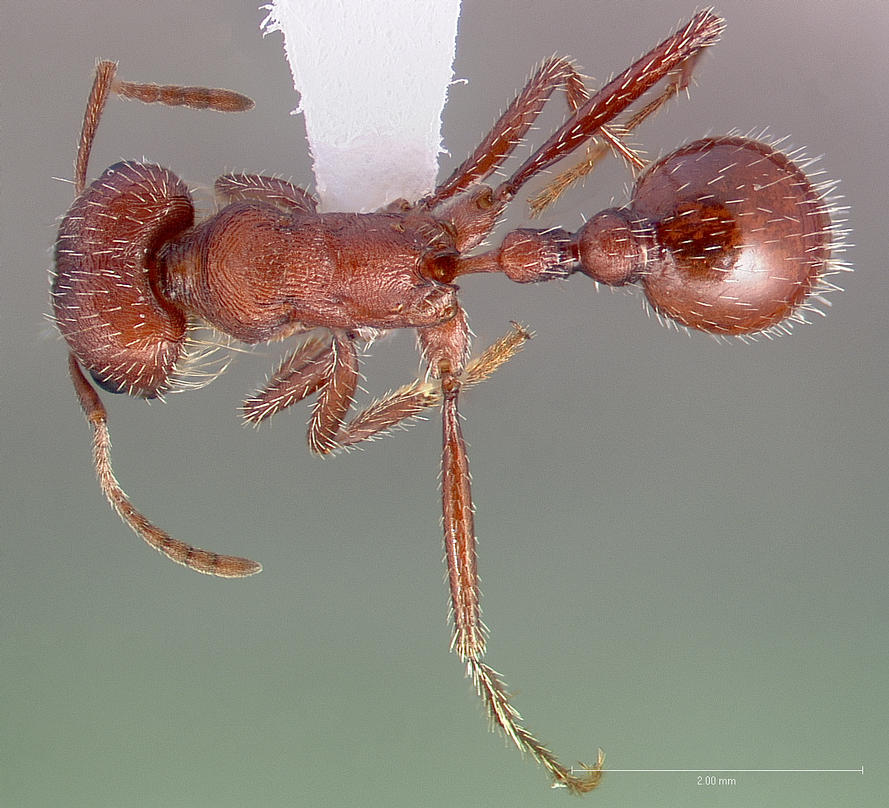
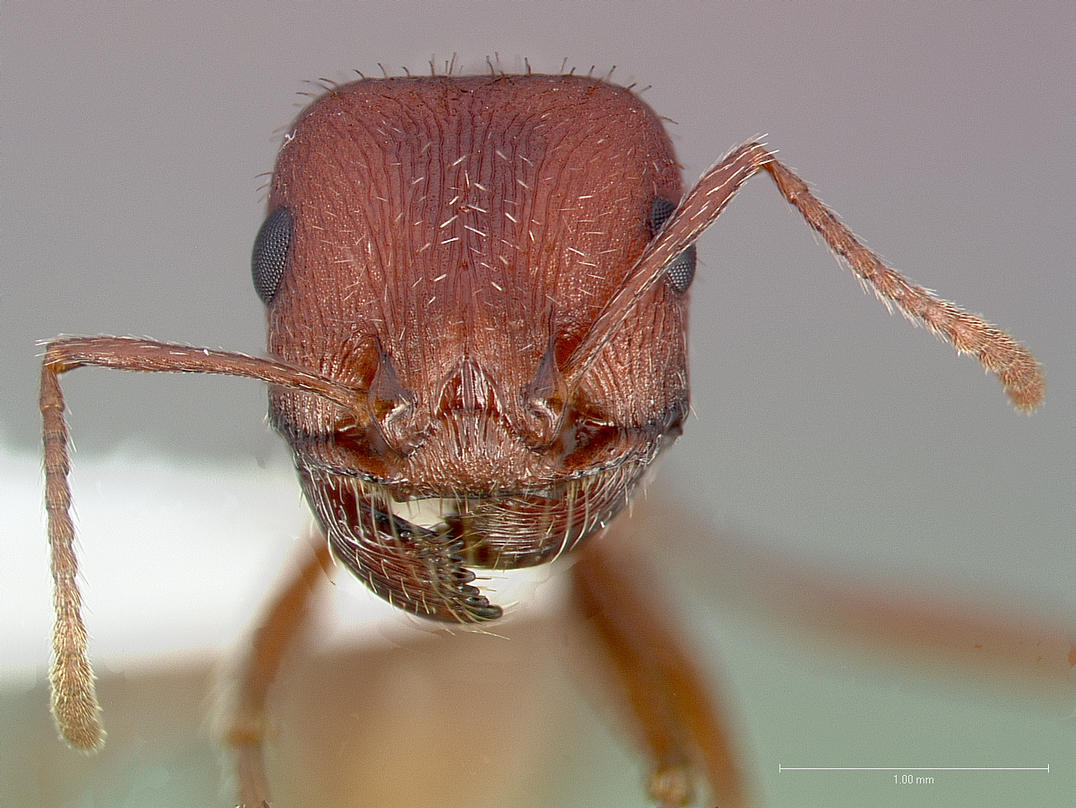
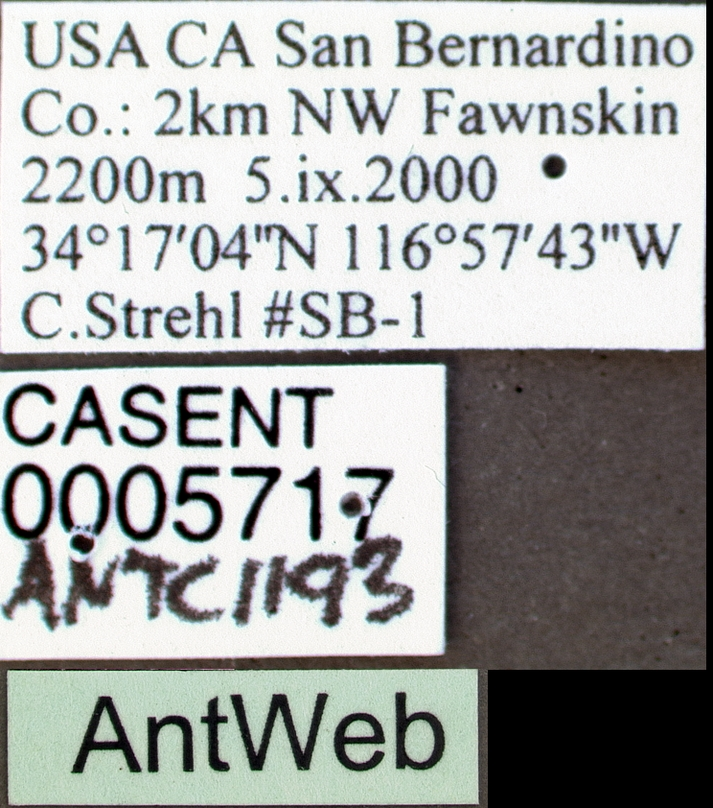
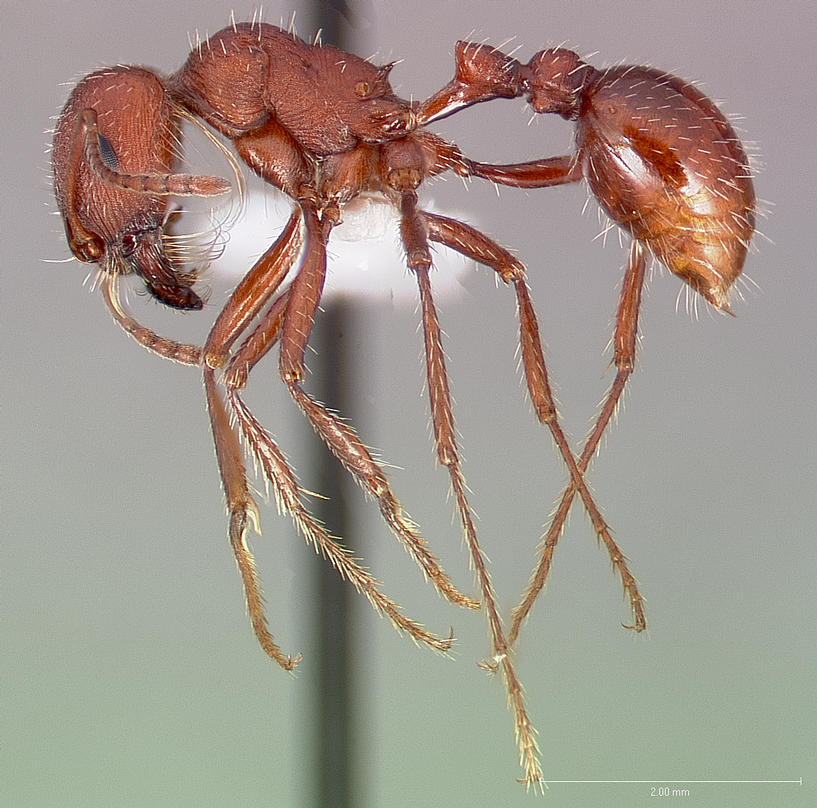